# Nicolás Castro Benítez
Nicolás Antonio Castro Benítez (Santiago, 29 de febrero de 1988) es un deportista chileno de lanzamiento de la bala adaptado.
Ganó la medalla de plata en los Juegos Parapanamericanos de Santiago 2023.